# Kimberly (Wisconsin)
Kimberly è un villaggio degli Stati Uniti d'America, situato in Wisconsin, nella contea di Outagamie.